# Карл фон Ляш
Карл фон Ляш (нім. Karl von Lasch; * 29 грудня 1904, Кассель — † 3 червня 1942, Бреслау) — австрійський економіст, юрист, активний діяч  НСДАП, штурмбаннфюрер СА. 1-й губернатор  дистрикту «Галичина».

## Біографія
Протягом жовтня 1939 — липня 1941 р. — губернатор Дистрикту «Радом» Генеральної губернії.
1 серпня 1941 розпорядженням генерал-губернатора Генеральної губернії Ганса Франка (Карл фон Ляш був швагром Г. Франка) призначений губернатором утвореного у складі Генеральної губернії дистрикту «Галичина» з адміністративним центром у Львові, одночасно очолював також місцеве відділення НСДАП.
Незабаром після призначення на посаду губернатора зустрівся з митрополитом Андреєм Шептицьким, провів господарсько-політичну нараду у Львові за участю представників влади, громадських і господарських установ, довірених осіб державних і власників приватних підприємств. У своєму виступі на нараді запевнив присутніх у тому, що німецька цивільна адміністрація налаштована на рівноправне співробітництво з українським населенням краю. Всупереч заявам, проводив політику відправки в Німеччину остарбайтерів (близько 60 тис. осіб), масового пограбування населення, руйнування продуктивних сил краю.
Карл фон Ляш організував у Львові та інших містах і містечках єврейські гетто. Створив Янівський табір примусових робіт, в якому за час його існування було закатовано 200 тисяч жителів львівського гетто.
Вже через 3 місяці, 24 листопада 1941, був заарештований гітлерівськими спецслужбами. Звинувачувався в приховуванні та привласненні в особливо великих розмірах контрибуції, накладеної на Львівське гетто, а також цінностей з львівських музеїв. Слідство проводив командувач поліцією безпеки і СД в Генерал-губернаторстві оберфюрер СС Карл Ебергард Шенгарт. Пізніше слідство було передано в розпорядження Спеціального суду в Бреслау.
Після особистого втручання Гітлера, 3 червня 1942 Карл фон Ляш за наказом Гімлера був розстріляний або ж змушений до самогубства.
Новим губернатором Дистрикту «Галичина» був призначений бригадефюрер СС Отто Вехтер, який до цього керував дистриктом «Краків».